# Ron Rose
Ronald Morris „Ron“ Rose (* 4. September 1944 in Vancouver, Washington; † 24. Oktober 2019 in Cincinnati, Ohio) war ein professioneller US-amerikanischer Pokerspieler. Er gewann ein Bracelet bei der World Series of Poker sowie zwei Titel bei der World Poker Tour.

## Persönliches
Rose diente sieben Jahre lang bei der United States Air Force. Später gründete, entwickelte und verkaufte er mehrere Unternehmen und arbeitete als Market-Maker an der Wertpapierbörse NYSE American. Rose starb im Oktober 2019 im Alter von 75 Jahren und hinterließ drei Kinder sowie seine Ehefrau, mit der er über 50 Jahre lang verheiratet war.

## Pokerkarriere
Rose nahm ab 2000 an renommierten Live-Turnieren teil.
Ende April 2001 war Rose erstmals bei der World Series of Poker (WSOP) im Binion’s Horseshoe in Las Vegas erfolgreich und kam bei einem Turnier der Variante Pot Limit Omaha in die Geldränge. Im Juni 2001 gewann er im Aviation Club de France in Paris innerhalb von neun Tagen drei Turniere und sicherte sich Preisgelder von umgerechnet über 55.000 US-Dollar. Bei den World Poker Open in Tunica belegte er Mitte Januar 2002 einen zweiten Platz und erhielt mehr als 60.000 US-Dollar. Anfang April 2003 gewann Rose das Main Event der World Poker Tour (WPT) in Reno mit einer Siegprämie von knapp 170.000 US-Dollar. Bei der WSOP 2003 setzte er sich bei der Seniors Championship durch und erhielt den Hauptpreis von rund 130.000 US-Dollar sowie ein Bracelet. Im Dezember 2003 spielte Rose das Battle of Champions der WPT im Hotel Bellagio am Las Vegas Strip, für das er sich durch seinen WPT-Sieg im April des Jahres qualifiziert hatte. Er gewann das Turnier und erhielt ein Preisgeld von 125.000 US-Dollar. Seine letzte Geldplatzierung erzielte Rose Ende September 2006.
Insgesamt hat sich Rose mit Poker bei Live-Turnieren mehr als eine Million US-Dollar erspielt.